# Jean-Marc Béderède
Pas d'image ? Cliquez ici

a Compétitions nationales et continentales officielles uniquement.

Dernière mise à jour le 10 janvier 2022.
Jean-Marc Béderède, né le 22 juillet 1971 à Lille, est un joueur français de rugby à XV qui évolue au poste de talonneur ou de troisième ligne aile. Après sa carrière de joueur, il poursuit une carrière d'entraîneur.

## Biographie
Jean-Marc Béderède joue talonneur ou troisième ligne aile au FC Auch de 1991 à 1996 en championnat de France de première division groupe A puis de 1996 à 1998 en championnat de France de première division groupe A2.
En 2011, il devient entraîneur de l'équipe de France des moins de 18 ans.
En juin 2016, il rejoint le staff du XV de France dirigé par Guy Novès en tant qu'entraîneur chargé des skills. En 2018, il est conservé par le nouveau sélectionneur Jacques Brunel pour être entraîneur de la défense.
En 2021, il prend le poste d'entraîneur des avants de l'équipe de France des moins de 20 ans dans le staff de Philippe Boher. L'année suivante, il est nommé manager de l'équipe.
En 2023, il devient manager de la haute performance pour assurer la transversalité entre toutes les équipes de France jeunes.

## Palmarès
En Coupe André Moga
- Finaliste (1) : 1993 (avec le FC Auch)